# Daniel A. Dombrowski
Daniel A. Dombrowski (Filadelfia, 8 agosto 1953) è un filosofo e storico della filosofia statunitense.

## Opere
- Daniel A Dombrowski, Plato's philosophy of history, University Press of America, 1981, ISBN 0-8191-1356-5.
- Daniel A Dombrowski, Thoreau the Platonist, P. Lang, 1986, ISBN 0-8204-0364-4.
- Daniel A Dombrowski, Hartshorne and the metaphysics of animal rights, State University of New York Press, 1988, ISBN 0-88706-705-0.
- Daniel A Dombrowski, Christian Pacifism, Temple University Press, 1991, ISBN 0-87722-802-7.
- Daniel A Dombrowski, St. John of the Cross: an appreciation, State University of New York Press, 1992, ISBN 0-7914-0888-4.
- Daniel A Dombrowski, Analytic theism, Hartshorne, and the concept of God, State University of New York Press, 1996, ISBN 0-7914-3099-5.
- Daniel A Dombrowski, R.J. Deltete, A brief, liberal, Catholic defense of abortion, University of Illinois Press, 2000, ISBN 0-252-02550-4.
- Daniel A Dombrowski, Rawls and Religion: the case for political liberalism, State University of New York Press, 2001, ISBN 0-7914-5012-0.
- Daniel A Dombrowski, Divine beauty : the aesthetics of Charles Hartshorne, Nashville, TN, Vanderbilt University Press, 2004, ISBN 0-8265-1440-5.
- Daniel A Dombrowski, A platonic philosophy of religion : a process perspective, Albany, State University of New York Press, 2005, ISBN 0-7914-6283-8.
- Daniel A Dombrowski, Rethinking the ontological argument: A neoclassical theistic response, Cambridge University Press, 2006, ISBN 0-521-32635-4.
- Daniel A Dombrowski, Contemporary athletics and ancient Greek ideals, Chicago, University of Chicago Press, 2009, ISBN 978-0-226-15546-3.
- Daniel A Dombrowski, Rawlsian Explorations in Religion and Applied Philosophy, Pennsylvania State University Press, 2011, ISBN 0-271-04874-3.

| Controllo di autorità | VIAF (EN) 94267334 · ISNI (EN) 0000 0001 1688 7468 · LCCN (EN) n80141598 · GND (DE) 102597624X · BNF (FR) cb120364865 (data) · J9U (EN, HE) 987007260433805171 |